# Центральне державне управління у справах хорватів за межами Республіки Хорватія
Центральне державне управління у справах хорватів за межами Республіки Хорватія (хорв. Središnji državni ured za Hrvate izvan Republike Hrvatske) — орган державного управління Хорватії, відповідальний за відносини між Республікою Хорватія та хорватами за її межами.

## Історія
Від самого початку існування нинішньої незалежної хорватської держави турбота про хорватів поза межами Хорватії є невід'ємною частиною внутрішньої та зовнішньої політики цієї країни. У складі перших трьох урядів незалежної Хорватії діяло міністерство еміграції, а у п'ятому і шостому за ліком урядах Хорватії існувало міністерство репатріації та імміграції. 
26 жовтня 2011 року ухвалено Закон про відносини Республіки Хорватія з хорватами за межами Республіки Хорватія, на підставі якого в середині 2012 року виникло Державне управління у справах хорватів за межами Республіки Хорватія, що створило фундаментальні правові та інституційні передумови для побудови системної та дієвої співпраці з представниками хорватського народу, які проживають за кордоном:
- боснійсько-герцеговинськими хорватами
- хорватською національною меншиною у 12 державах Європи
- хорватською еміграцією.

Вищеназваним законом засновано і Раду уряду Республіки Хорватія з питань хорватів поза межами Республіки Хорватія (Savjet Vlade Republike Hrvatske za Hrvate izvan Republike Hrvatske), згідно з державною «Стратегією відносин між Республікою Хорватія та хорватами за межами Республіки Хорватія».

## Коло обов'язків
Сфера діяльності Центрального державного офісу у справах хорватів за межами Республіки Хорватія визначена статтею 13 Закону про відносини між Республікою Хорватія і хорватами за межами Республіки Хорватія та включає:
- координацію і нагляд за діяльністю між компетентними міністерствами, іншими органами державного управління та рештою суб'єктів співпраці між Хорватією та хорватами поза її межами
- турботу про захист прав та інтересів закордонних хорватів
- турботу про збереження і зміцнення самобутності хорватів за кордоном
- встановлення, підтримання та розбудову зв'язків із хорватами з-поза меж Хорватії
- посилення співробітництва з хорватами за межами Хорватії та розробка комунікаційної стратегії для таких хорватів
- співпраця з іншими компетентними міністерствами у виконанні завдань, пов'язаних зі створенням умов для повернення емігрантів/діаспори в Хорватію та їх залучення до економічного і суспільного життя в Хорватії
- пропозиції щодо політики заохочення і сприяння поверненню та імміграції
- здійснення заходів і програм для інтеграції хорватських репатріантів та іммігрантів
- надання допомоги в підприємницькому капіталовкладенні
- надання економічної підтримки для повернення та стійкого виживання хорватів як державотворчої нації в Боснії і Герцеговині та хорватської меншини в Сербії, Чорногорії та Косові
- надання економічної підтримки іншим хорватським громадам у разі потреби
- втілення Стратегії та пропонування проєктів і планів реалізації, а також відстеження їх реалізації
- ведення прописаного законами обліку хорватів за межами Хорватії
- планування і забезпечення фінансових засобів для програм і проєктів для закордонних хорватів
- інші завдання, передбачені окремим законом

Управління зазначає, що з допомогою Ради уряду Республіки Хорватія з питань хорватів поза межами Республіки Хорватія опікується відносинами з хорватами в Боснії і Герцеговині, хорватськими меншинами за кордоном: в Австрії, Болгарії, Італії, Косові, Македонії, Румунії, Словаччині, Словенії та Сербії (Воєводині), Угорщині, Чехії, Чорногорії — та з хорватами з країн хорватської еміграції: Австралії, Австрії, Аргентини, Бельгії, Болівії, Бразилії, Великої Британії, Венесуели Данії, Еквадору, Італії, Канади, Люксембургу, Нідерландів, Німеччини, Нової Зеландії, Норвегії, Парагваю, Перу, Південної Африки, США, Швеції, Швейцарії, Уругваю, Франції та Чилі.